# Widget

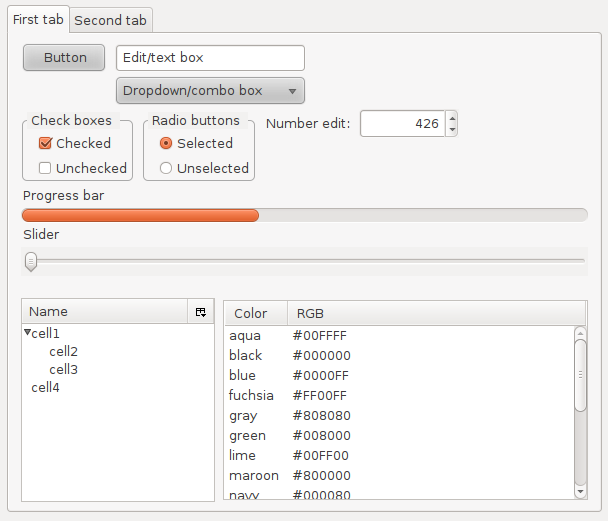
Alguns widgets

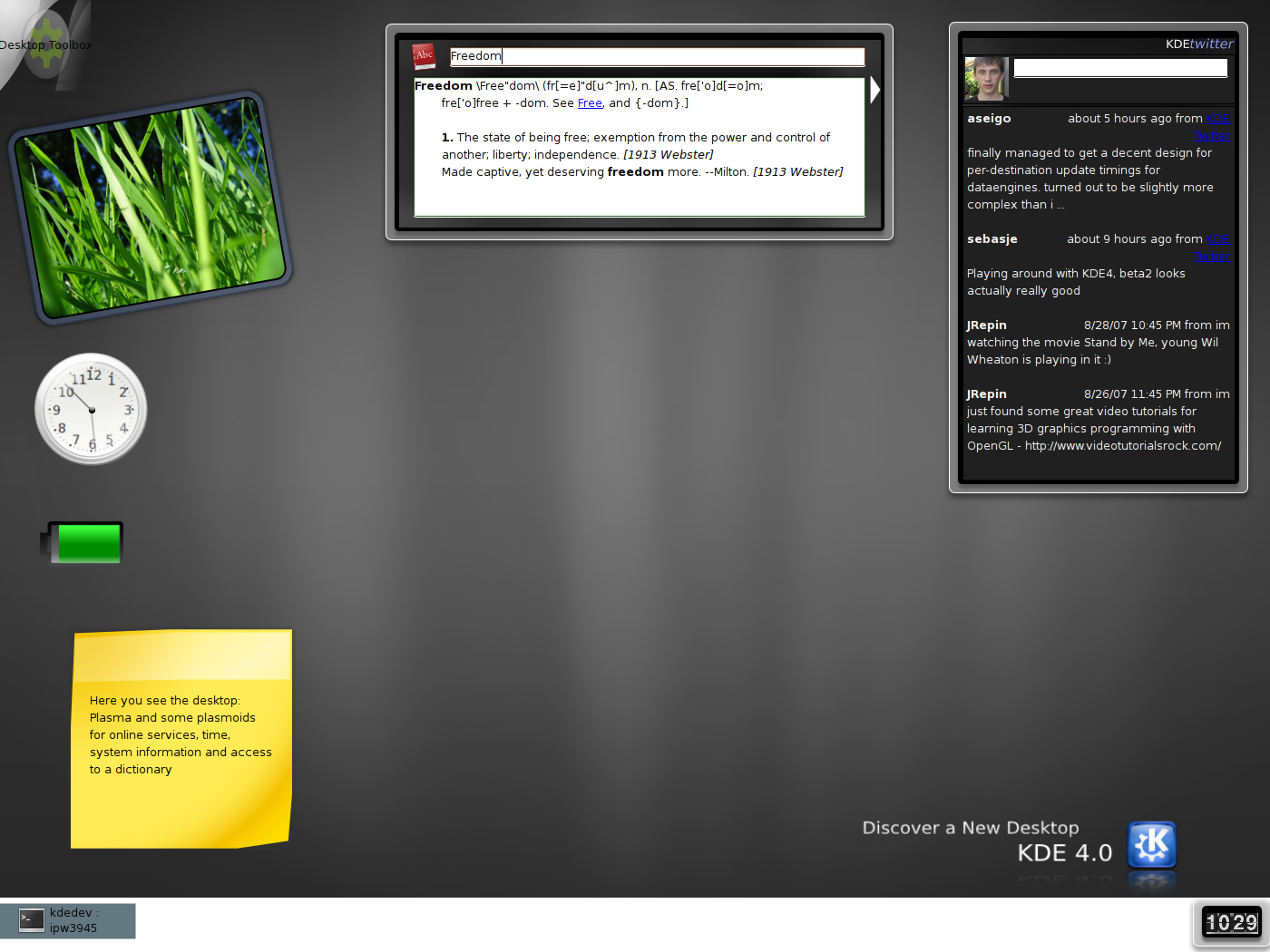
Widgets da área de trabalho

Um widget,  numa interface gráfica, é um elemento de interação - tal como janelas, botões, menus, ícones, barras de rolagem etc. O termo pode também se referir aos  pequenos aplicativos que flutuam pela área de trabalho e fornecem funcionalidades específicas ao utilizador (previsão do tempo, cotação de moedas, relógio etc.)
Alguns widgets tem por objetivo receber dados do usuário e com isso gerar algum tipo de registro, como os controles de formulário. Componentes tais como entrada de texto, caixa de seleção, menu de seleção, botões de múltipla escolha e outros são capazes de definir a natureza dos dados a serem coletados e, dessa forma, enumerar todas as possibilidades de dados a serem apresentados pelo usuário. Entradas de texto melhor representam dados de múltiplos tipos, ao passo que menus de seleção e grupos de botões de múltipla escolha determinam um conjunto finito de possibilidades para o usuário.
Afirma-se que o termo widget é uma derivação da junção de duas palavras inglesas, "window" e "gadget", porém isto é improvável. A primeira ocorrência  desta foi encontrada em Beggar on Horseback (1924), uma peça escrita por George S. Kaufman e Marc Connelly. A peça se refere à protagonista que vivencia a dúvida entre ser um artista, com pouco ou nenhum retorno financeiro ou trabalhar em uma linha de produção de widgets, em que o autor se referencia claramente a objetos inanimados com um valor puramente mercantil e sem nenhuma ligação espiritual ou artística.

## Classificação
Podemos classificar os widgets em duas categorias principais, os widgets de baixo nível e os widgets de alto nível.
Widgets de baixo nível são utilizados na confecção do sistema operacional e fazem parte do núcleo do sistema. Alguns exemplos são:
- Windows 32/64 API;
- MAC Carbon;
- Unix X-Windows.

Este núcleo é acessado por outros widgets de alto nível que por fim montam a GUI.
Widgets de alto nível seriam os objetos finais propriamente ditos. Muitas vezes fazem referências a objetos de baixo nível fornecidos pelo comando do sistema operacional. Estes objetos são facilmente encontrados em bibliotecas de desenvolvimento (toolkit) ou em frameworks. Alguns exemplos são:
- wxWidgets (anteriormente chamada de wxWindows) é um pacote open source com ferramentas para criação de interfaces gráficas multi plataforma.
- O sistema operacional da Apple Inc., a partir do Mac OS X v10.4 (Tiger), possui o Dashboard, que é uma camada transparente destinada a mostrar pequenas aplicações (widgets);
- Cocoa e Aqua da Apple Inc. Mac OS X v10.4;
- Microsoft Foundation Classes (MFC), usada por quase todos desenvolvedores da plataforma Microsoft Windows;
- Windows Template Library (WTL), uma extensão tipo template, baseada em ATL e utilizada como substituto para partes do MFC;
- Motif usado no Common Desktop Environment (Unix CDE);
- Lesstif, Código aberto (LGPL), uma versão do Motif;
- GTK+, Código aberto multi-plataforma, utilizado no ambiente GNOME.
- Abstract Windowing Toolkit - AWT, É utilizado em aplicativos Java. Normalmente utiliza widgets de baixo nível como base (Multi-plataforma);
- Swing da Sun Microsystems é um substituto pra AWT nas versões mais novas de Java (Multi-plataforma).
- SWT/JFace (do projeto Eclipse - eclipse.org) é uma biblioteca de API para GUI que utiliza widgets nativos atraves de camada JNI (encapsulamento em Java de código nativo). Permite fazer GUI com performance nativa a partir de API em Java.